# 程桥镇
32°23′00″N 118°43′45″E / 32.383383°N 118.7290662°E
程桥镇是中国江苏省南京市六合区下辖的一个镇。

## 行政区划
程桥镇下辖以下行政区：
长青社区、东胡社区、山湖村、唐楼村、古墩村、胥庄村、金庄村、河北村、河南村、黄木桥村、羊山村、桂花村、荷花村